# Jim Douglas
Pour les articles homonymes, voir Douglas.
James Holley Douglas, dit Jim Douglas, né le 21 juin 1952 à Springfield (Massachusetts), est un homme politique américain, membre du Parti républicain et gouverneur du Vermont de 2003 à 2011.

## Biographie

### Jeunesse
Jim Douglas est né le 21 juin 1952 à Springfield, dans le Massachusetts. Il est scolarisé à l'East Longmeadow High School d'East Longmeadow.

### Carrière politique
Entré très jeune en politique chez les jeunes républicains, fraîchement diplômé d'un Bachelor of Arts du Middlebury College à Middlebury au Vermont, il est élu à l'âge de 20 ans à la Chambre des représentants du Vermont, en novembre 1972. Il devient le chef de la majorité parlementaire, durant son troisième mandat de deux ans, alors qu'il n'a que 25 ans. Il quitte la Chambre des représentants en 1979 pour devenir assistant du gouverneur Richard A. Snelling (en).
En 1980, Douglas est élu secrétaire d'État du Vermont. Il est réélu à cette fonction qu'il exerce jusqu'en 1992. En 1992, il tente de se faire élire au Sénat des États-Unis mais est battu par le démocrate sortant Patrick Leahy. En 1994, il est élu trésorier du Vermont avec le soutien des deux partis majeurs, républicain et démocrate.
À la suite des élections de 2002, il succède au démocrate Howard Dean au poste de gouverneur de l'État du Vermont, battant Doug Racine, son adversaire, avec 45 % des voix contre 42 %. N'ayant pas obtenu plus de 50 % des suffrages, c'est l'Assemblée générale du Vermont, dominée par les républicains, qui fait de Jim Douglas en 2003 le premier gouverneur républicain du Vermont des quinze dernières années. En 2004, il est réélu avec 59 % des voix contre 38 % au démocrate Peter Clavelle.
En 2006, il est une nouvelle fois réélu avec un score de 57 % des suffrages contre 41 % au candidat démocrate Scudder Parker.
En 2007, il est élu à la présidence de la Conférence des gouverneurs de la Nouvelle-Angleterre (New England Governors Conference, NEGC). Le 27 août 2009, Douglas annonce qu'il ne briguera pas sa réélection lors de l'élection du 2 novembre 2010. Il quitte ses fonctions en janvier 2011.